# Leprantha
Leprantha is een geslacht van schimmels behorend tot de familie Arthoniaceae. Het lectotype is Leprantha cinereopruinosa.

## Soorten
Volgens Index Fungorum bevat het geslacht een soort (peildatum december 2023):
| Soortnaam                 | Auteur(s)       | Publicatiejaar |
| ------------------------- | --------------- | -------------- |
| Leprantha cinereopruinosa | (Schaer.) Körb. | 1855           |